# جمپی دراکر
جمپی دراکر (انگلیسی: Jempy Drucker؛ زادهٔ ۳ سپتامبر ۱۹۸۶) دوچرخه‌سوار اهل لوکزامبورگ است.
از باشگاه‌هایی که در آن بازی کرده‌است می‌توان به تیم دوچرخه‌سواری کوفیدیس، بورا–هانسگروهه، وانتی–گروپ گوبر، و تیم بی‌ام‌سی اشاره کرد.